# Edelény
Edelény is een stad en gemeente in het Hongaarse comitaat Borsod-Abaúj-Zemplén. Edelény telt 9.209 inwoners (2021) en ligt aan de Bódva.

## Bezienswaardigheden
Het kasteel werd voor het eerst vermeld in documenten uit 1299. in 1603 kwam het in het bezit van de familie Rákóczi, die het zo'n 100 jaar in bezit had. Tussen 1727 en 1730 bouwde Jean-François L'Huillier, de bevelhebber van de burcht van Eger, hier een barok kasteel met 106 kamers.
De protestantse kerk in Edelény stamt uit de 14e eeuw. 
In mei 2010 was Edelény in het nieuws vanwege overstromingen van de rivier de Bódva.

## Partnersteden
Edelény onderhoudt stedenbanden met Moldava nad Bodvou (Slowakije, eveneens gelegen aan de Bódva), Bad Sobernheim (Duitsland), Worb (Zwitserland) en Siewierz (Polen).